# Krosno chwytakowe

Elementy chwytaka:
A - rzuty obudowy
B - szczęki
C - chwytak w stanie złożonym

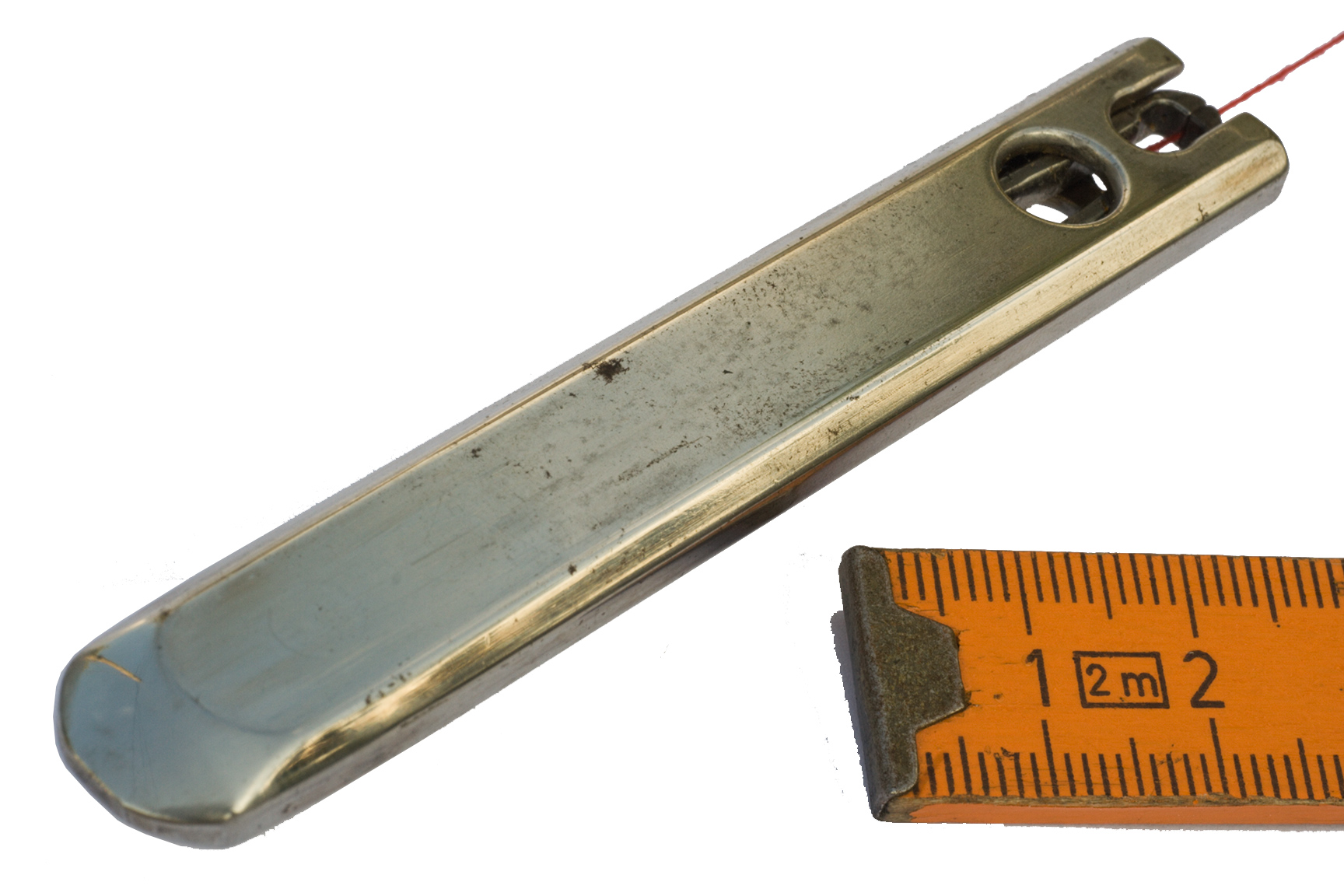
Widok chwytaka

Krosno chwytakowe – typ krosna tkackiego.

## Budowa
Krosno chwytakowe jest odmianą krosna tkackiego. Od innych typów krosien różni się budową mechanizmu przerzutowego i sposobem wprowadzania wątku do przesmyku. Elementem przenoszącym (wprowadzającym w przesmyk) wątek jest tutaj chwytak. 
Chwytak - stalowy płaskownik, o wymiarach ok. 6 x 12 x 80 mm, z zaokrąglonymi bocznym krawędziami, z jednej strony zakończony obustronnym ścięciem, z drugiej wydrążony prawie na całej długości. W wydrążonym kanale zamocowane są miniszczęki, chwytające i przenoszące wątek. Szczegóły widoczne na rysunku. W pobliżu szczęk dodatkowo znajduje się otwór, w który wprowadzany jest stożek wypychacza, rozwierający szczęki podczas podnoszenia chwytaka z transportera do wyrzutni.

## Zasada działania
Chwytak specjalnymi szczękami chwyta wątek, następnie podczas otwarcia przesmyku osnowy jest przerzucany na drugą (prawą) stronę krosna. Przelatując przez szerokość krosna, przenosi za sobą wątek. Po drugiej stronie wątek jest odcinany, a chwytak spychany na transporter, na którym znajduje się od 8 do 12 takich samych chwytaków. Transporter, będąc w ciągłym ruchu, przenosi chwytaki z powrotem na lewą stronę krosna. Tu wypychacz rozwiera szczęki kolejnego chwytaka i ustawia go pozycji roboczej, na początku cyklu. Chwytak przygotowany jest do przeniesienia następnego wątku. Liczba chwytaków jest zależna od szerokości roboczej krosna. Przy szerokości roboczej krosna 140 cm na transporterze znajdować się może od 8 do 13 chwytaków. Ponieważ wątek wprowadzany jest tylko z jednej strony w postaci odcinków nieco dłuższych niż szerokość tkaniny, specjalny mechanizm - aparat krajkowy, zaplata odcięte końce wątku, tworząc tzw. krajkę, która zabezpiecza przed wysuwaniem się brzegowych nitek osnowy.
Problem ten nie występuje w krosnach czółenkowych, gdzie wątek jest wprowadzany na przemian z obu stron krosna. Jest to jeden kilkusetmetrowy odcinek nitki ułożony zygzakowato w tkaninie.
Zalety - duża wydajność, oraz przy precyzyjnej regulacji - uzyskiwana wysoka jakość tkanin.
Wady - szybkie zużywanie się elementów napędzających chwytaki i samych chwytaków. W przypadku złej regulacji istnieje zagrożenie zabrudzenia tkaniny olejem. Zabrudzenia olejowe są poważnym błędem tkackim, ponieważ nie dają się w pełni usunąć w późniejszym procesie wykończenia tkaniny.

## Odmiany
Istnieje też konstrukcja z jednym chwytakiem, wprowadzanym podobnie jak czółenko, z obu stron krosna. Wątek jest pobierany z dwóch nawojów krzyżowych, stożkowych, umieszczonych po obu stronach krosna. Mimo że każdy wątek jest odcinany, to jednak konstrukcja chwytaka pozwala wciągać końce odcinanych wątków w przesmyk, co umożliwia tworzenie krajki bez potrzeby używania specjalnych aparatów krajkowych. Konstrukcja ta jednak, ze względu na duże rozmiary i masę chwytaka, jest mało popularna.